# Планкты

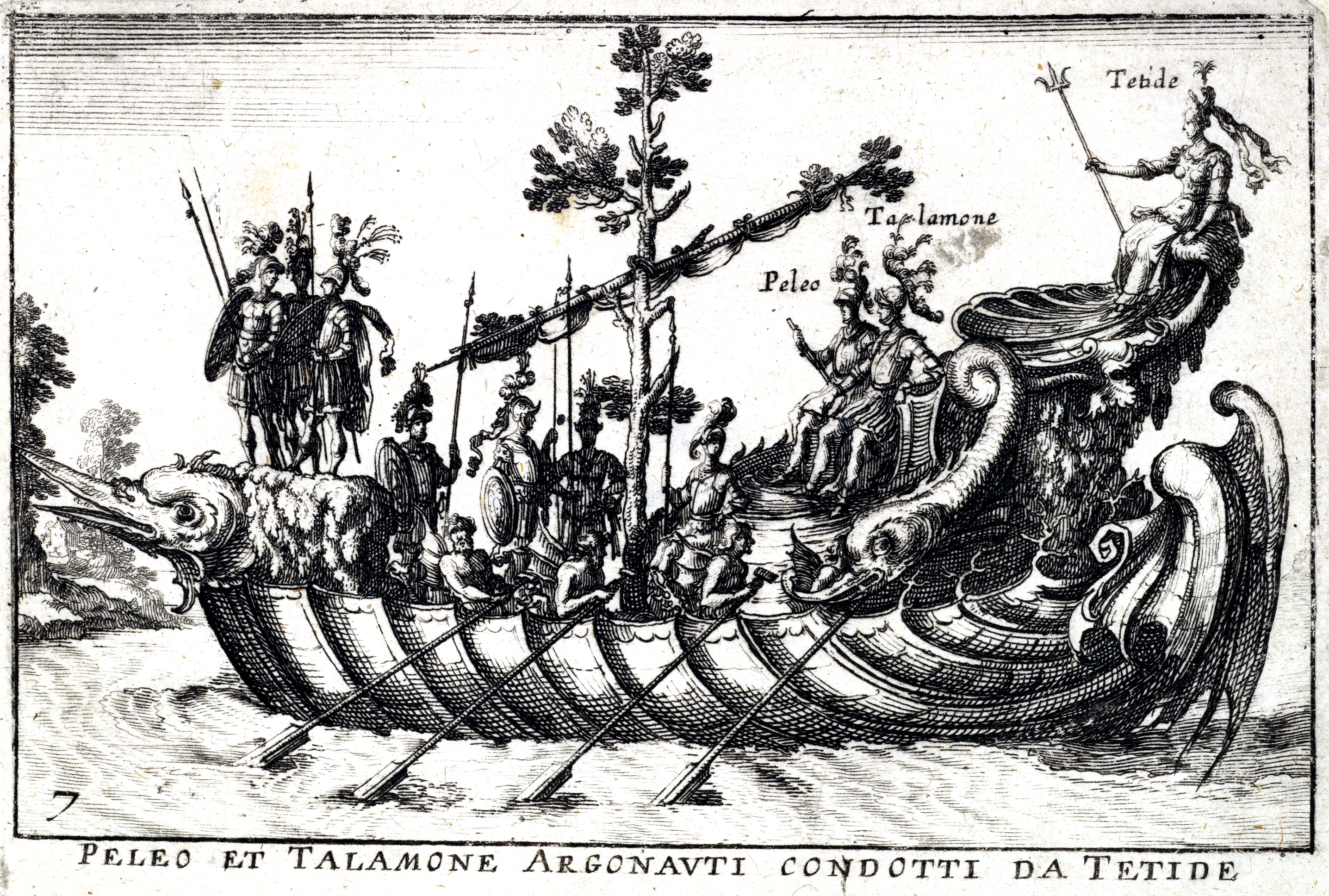

Планкты — в древнегреческой мифологии плавучие скалы, вводящие в заблуждение , бывшие серьёзной помехой кораблям.
Через Планкты ежедневно должны были пролетать семь голубей, в которые были обращены Плеяды, чтобы доставлять амброзию Зевсу. Шестеро успевали пролететь, а седьмой погибал, и Зевс заменял его новым (вариант — оживлял).
Аргонавтов между Планктов провела Фетида, а Одиссей обошёл их, выбрав путь между Сциллой и Харибдой.
Историки подразумевают под ними Эолийские или Липарские острова.
В эпосе «Одиссея» Гомера упоминаются Блуждающие скалы, которые описываются в рассказе Цирцеи Одиссею. Согласно этому повествованию, скалы разбивают корабли, а оставшиеся части судов разлетаются по морю или подвергаются огню. Эти скалы находятся на одном из потенциальных маршрутов, ведущих на остров Итака. Другой маршрут, выбранный Одиссеем, включает встречу с Сциллой и Харибдой. В эпосе «Аргонавтика» Аполлония Родосского также упоминаются скалы, которые находятся рядом с Сциллой и Харибдой, но не в качестве альтернативного маршрута. Аполлоний выделяет две группы опасных скал: Симплегады и Планкты. Симплегады встречаются в пути к Золотому Руну, а Планкты — в обратном пути. В тексте неясно, какой бог или богиня помогли аргонавтам безопасно пройти через Блуждающие скалы. Афина помогала в первом испытании, а Фетида и её сестры-нереиды — во втором. Однако в конечном счете помощь Ясону в преодолении этих препятствий была организована Герой, согласно словам Аполлония, что соответствует повествованию Гомера.
Ученые обсуждали сходства и различия между Блуждающими скалами и Симплегадами, а также возможные места их расположения. Из-за того, что Сцилла и Харибда часто ассоциировались с Мессинским проливом, некоторые исследователи (например, Э. В. Рью) предполагали, что Блуждающие скалы располагались вокруг Сицилии, и их огонь и дым исходили от горы Этна. Альтернативная географическая теория Одиссеи помещает Цирцею, Сирены, Сциллу, Харибду и Блуждающие скалы, упоминаемые как в истории Ясона, так и в рассказе Одиссея, на северо-запад Греции. Тим Северин указывает на то, что остров Сесола у побережья Лефкады очень похож на описание скал из эпоса о «Аргонавтике», и что этот район расположен рядом с геологическим разломом. Он предполагает, что из-за сходства с легендами о Симплегадах и рассказами о приплывающем домой «Арго» через Адриатическое и Ионическое моря, оригинальная легенда была связана с этим районом. Северин также подтверждает свою теорию, указывая на то, что Сцилла и Харибда находятся на другом берегу от Левкаса, и отмечает, что мыс Скилла, который до сих пор используется для обозначения близлежащего мыса на материке.